# Signal (bài hát của Twice)
Signal là bài hát được thu âm bởi nhóm nhạc nữ Hàn Quốc Twice, bài hát chủ đề của EP thứ tư cùng tên. Bài hát được phát hành vào ngày 15 tháng 5 năm 2017 bởi JYP Entertainment và được phân phối bởi KT Music.
Phiên bản tiếng Nhật của "Signal" cùng với phiên bản ngắn kèm theo MV đã được phát hành vào ngày 14 tháng 6 năm 2017 như một đĩa đơn quảng bá cho album tổng hợp đầu tiên của họ #Twice.
Bài hát đã nhận được các giải thưởng đầu tiên - Bài hát của năm (giải thưởng lớn) và Vũ đạo nhóm nữ xuất sắc nhất tại lễ trao giải Mnet Asian Music Awards 2017.

## Bối cảnh và phát hành
Vào ngày 1 tháng 5 năm 2017, JYP Entertainment thông báo về sự trở lại của Twice với EP thứ tư Signal với bài hát chủ đề cùng tên. Đoạn teaser đầu tiên của "Signal" đã được tải lên trực tuyến vào ngày 13 tháng 5. Bài hát này đã được phát hành vào ngày 15 dưới dạng tải nhạc số trên các trang web âm nhạc khác nhau.

## Sáng tác
"Signal" được viết lời bởi Park Jin-young và đồng sáng tác bởi Park Jin-young và Kairos. Điều này đánh dấu sự hợp tác đầu tiên của Twice với người sáng lập công ty của họ. Bài hát nhạc Electropop có đặc trưng phong cách Roland TR-808 với các yếu tố hip hop. Lời bài hát thể hiện sự thất vọng của một cô gái đang gửi "dấu hiệu và tín hiệu" để gợi ý cảm xúc của mình cho một chàng trai nhưng không được chú ý.

## Video âm nhạc
Video âm nhạc của "Signal" được đạo diễn bởi Naive Creative Production, một nhóm sản xuất các video âm nhạc trước đó của Twice. MV vượt qua 100 triệu lượt xem trên YouTube vào ngày 30 tháng 8 năm 2017, sau ba tháng phát hành. Ngày 7 tháng 12, có thông báo rằng video âm nhạc đứng vị trí thứ hai trong các video âm nhạc phổ biến nhất tại Hàn Quốc năm đó, chỉ sau vị trí dẫn đầu của "Knock Knock". Nó cũng đứng ở vị trí thứ 9 trong các Video âm nhạc hàng đầu trên YouTube Nhật Bản năm 2017.
MV có chủ đề viễn tưởng miêu tả một người ngoài hành tinh và chín thành viên của Twice với các siêu năng lực của chính họ, từ siêu tốc độ, siêu thể lực, khả năng tàng hình, siêu năng ngoại cảm đến que xóa trí nhớ trong "Đặc vụ áo đen" và nhiều hơn nữa. Người quay phim xuất hiện trong video âm nhạc "Cheer Up" cũng được xuất hiện. Cuối MV, các thành viên biến thành người ngoài hành tinh.

## Phiên bản tiếng Nhật
Ngày 24 tháng 2 năm 2017, Twice chính thức công bố việc ra mắt tại Nhật Bản vào ngày 28 tháng 6. Nhóm đã phát hành một album tổng hợp có tiêu đề #Twice bao gồm 10 bài hát có cả phiên bản tiếng Hàn và tiếng Nhật của "Signal". Lời bài hát tiếng Nhật được viết bởi Yu Shimoji và Samuelle Soung. "Signal (phiên bản tiếng Nhật)" kèm theo video âm nhạc phiên bản ngắn, đã được phát hành trước vào ngày 14 tháng 6 như là một đĩa đơn để quảng bá album.

## Bảng xếp hạng

### Bảng xếp hạng tuần
| Bảng xếp hạng (2017)               | Thứ hạng cao nhất |
| ---------------------------------- | ----------------- |
| Nhật Bản (Japan Hot 100)           | 4                 |
| Philippines (Philippine Hot 100)   | 22                |
| Hàn Quốc (Gaon)                    | 1                 |
| Hàn Quốc (Kpop Hot 100)            | 1                 |
| Mỹ World Digital Songs (Billboard) | 3                 |

### Bảng xếp hạng cuối năm
| Bảng xếp hạng (2017)     | Thứ hạng |
| ------------------------ | -------- |
| Nhật Bản (Japan Hot 100) | 23       |
| Hàn Quốc (Gaon)          | 30       |

|}

## Giải thưởng
| Năm  | Giải thưởng                        | Hạng mục                                 | Kết quả   | Chú thích |
| ---- | ---------------------------------- | ---------------------------------------- | --------- | --------- |
| 2017 | Mnet Asian Music Awards lần thứ 19 | Bài hát của năm                          | Đoạt giải | [ 28 ]    |
| 2017 | Mnet Asian Music Awards lần thứ 19 | Biểu diễn vũ đạo xuất sắc nhất – Nhóm nữ | Đoạt giải | [ 29 ]    |
| 2017 | Mnet Asian Music Awards lần thứ 19 | Video âm nhạc xuất sắc nhất              | Đề cử     | [ 30 ]    |
| 2018 | Gaon Chart Music Awards lần thứ 7  | Bài hát của năm – Tháng 5                | Đề cử     | [ 31 ]    |

### Giải thưởng chương trình âm nhạc
| Chương trình              | Ngày                | Chú thích |
| ------------------------- | ------------------- | --------- |
| Show Champion (MBC Music) | 24 tháng 5 năm 2017 | [ 32 ]    |
| Show Champion (MBC Music) | 31 tháng 5 năm 2017 | [ 33 ]    |
| M Countdown (Mnet)        | 25 tháng 5 năm 2017 | [ 34 ]    |
| M Countdown (Mnet)        | 1 tháng 6 năm 2017  | [ 35 ]    |
| Music Bank (KBS)          | 26 tháng 5 năm 2017 | [ 36 ]    |
| Music Bank (KBS)          | 9 tháng 6 năm 2017  | [ 37 ]    |
| Music Bank (KBS)          | 16 tháng 6 năm 2017 | [ 38 ]    |
| Show! Music Core (MBC)    | 27 tháng 5 năm 2017 | [ 39 ]    |
| Show! Music Core (MBC)    | 3 tháng 6 năm 2017  | [ 40 ]    |
| Inkigayo (SBS)            | 28 tháng 5 năm 2017 | [ 41 ]    |
| Inkigayo (SBS)            | 4 tháng 6 năm 2017  | [ 42 ]    |
| Inkigayo (SBS)            | 11 tháng 6 năm 2017 | [ 43 ]    |

### Melon Popularity Award
| Giải thưởng             | Ngày                | Chú thích |
| ----------------------- | ------------------- | --------- |
| Weekly Popularity Award | 29 tháng 5 năm 2017 | [ 44 ]    |
| Weekly Popularity Award | 6 tháng 6 năm 2017  | [ 44 ]    |